# Anna Sen
Anna Sergeyevna Sen (Krasnodar, 3 de novembro de 1990) é uma handebolista profissional russa, que atua como ponta, campeã olímpica.

## Carreira
Anna Sen fez parte do elenco medalha de ouro na Rio 2016.